# Conrad IV Kettler

Wapen Kettler / von Ketteler

Conrad IV Kettler ook bekend als Conrad von Ketteler von Hovestadt (1315 - ca. 1380) was een zoon van Conrad III Kettler (1285-1364).
Conrad bezit de burgleen van Hovestadt en ook het Werdener leen Schermbeck bij Hovestadt.Hij verkoopt in 1358 een rente aan Elisabeth (Elsabe) von Pentlich te Welver.
In 1340 trouwde hij met Mathilde (Mette) van Soest (1320 - na 1358). Zij was de dochter van Johan van Soest burgman van Hovestadt. Johan von Soest werd in 1344 beleend met het Hof Schermbeck in Oestinghausen en het Hof Oldehof" (Althoff) in Hovestadt. Elisabeth bracht het Hof Hovestadt in de familie. Uit zijn huwelijk zijn de volgende kinderen geboren:
- Anna Kettler (1345-)
- Rötger III von Ketteler (ca. 1346 - 1418)
- Dietrich von Ketteler (ca. 1348 - 1411)

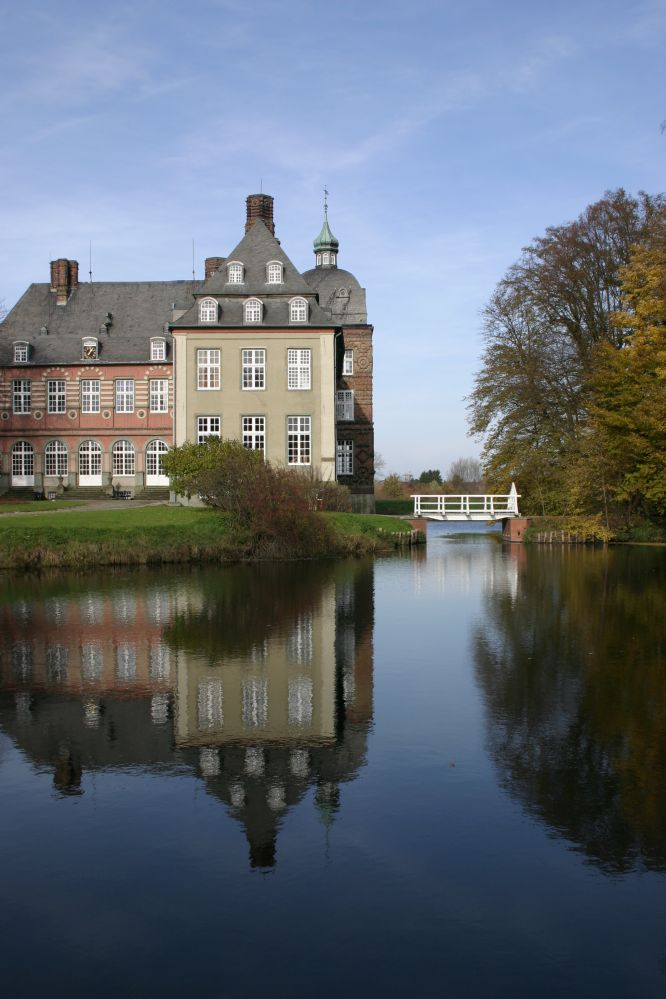
Schloss Hovestadt (2005)